# Портрет Станіслава Понятовського
 «Портре́т Станісла́ва Понято́вського» — портрет доби раннього класицизму, створений жінкою-художницею Елізабет Віже-Лебрен.
У 1803—1805 роках за наказом російського царя Олександра І магнат Тадеуш Чацький разом з Гуґо Коллонтаєм на базі колегіуму оо. Єзуїтів в місті Кременець заснували гімназію. Вона складалася з двох відділень:
- нижчого (4 класи з роком навчання в кожному класі)
- вищого (3 курси з двома роками навчання в кожному).

У нижчих класах викладалися переважно мови, у вищих — математичні та юридичні науки і словесність. Новий навчальний заклад зусиллями добродіїв був укомплектований та забезпечений бібліотекою, науковими приладами та власним ботанічним садом. Серед збірок — був і живопис.
У 1833 р. за участь студентів ліцею у національно-визвольному повстанні 1831 року за наказом російського царя Миколи I ліцей було ліквідовано. Бібліотека і наукові прилади були конфісковані і передані у новостворений університету Святого Володимира в місті Київ. В будинках ліцею було розташовано Волинську духовну семінарію.
Серед переданий речей був і цей портрет. З часом авторство та відомості про особу були втрачені. Вважалося, що це портрет Головкіна. У 1929 р. під цією атрибуцією портрет і передали з бібліотеки Київського університету до складу Музею Ханенків. Твір ретельно обстежив мистецтвознавець Сергій Олексійович Гіляров, автор першого наукового опису музейної збірки. Він і довів, що твір належить пензлю жінки художниці з Франції — Елізабет Віже-Лебрен. Підпис та дата були знайдені під рукою портретованого. Повернуто портрету і справжнє ім'я особи.